# Замок Планкенштайн (Нижня Австрія)
Замок Планкенштайн (нім. Burg Plankenstein) розташований за 4 км від Тексінгталь округу Мельк землі Нижня Австрія.

## Історія
На час першої згадки 1186 замок належав графам з Пайлштайну. Панкрацу фон Пайлштайну на XV ст. належало декілька замків, міст. На 1453 він відбудував замок, у якому не проживав. На 1713 замок перейшов до високопоставленого імператорського придворного Бартоломея І фон Тінті, який 1763 тут помер. Його родина продовжувала жити у замку Шаллабурґ, а Планкенштайн став занепадати. На 1800 у ньому ще жили, але знімали вікна, двері. через дощі, вітри почали падати дахи і замок перетворився на руїну. Родина Тінті продала 1939 замок родині Нагель. у 1945 замок потрапив у зону окупації СРСР і був конфіскований для війська. Після того як Червона армія 1955 забралась до СРСР замок повернули родині Нагель. Через завдані руйнування впродовж 10 років мури замку були у катастрофічному стані, були випадки їхнього обвалу. Родина Нагель розпочала відбудову замку і 1975 продала його архітектору Гансу-Петеру Трімбахеру. Той вклав близько 15.000.000 шилінгів і відновлення і перебудову замку. На 2008 замок був відкритий для відвідувань, мав 40 номерів і був проданий 2010 за 1.450.000 євро віденцю Еріху Подстатному, який здійснив мрію свого дитинства. У номерах встановили нову сантехніку, антикварні меблі з його колекції.